# Vidruka
Vidruka (Duits: Widdruck) is een plaats in de Estlandse gemeente Lääne-Nigula, provincie Läänemaa. De plaats heeft de status van dorp (Estisch: küla).
Tot in oktober 2013 viel Vidruka onder de gemeente Taebla. In die maand werd Taebla bij de fusiegemeente Lääne-Nigula gevoegd.

## Bevolking
Het dorp had 105 inwoners op 31 december 2011 en 79 inwoners op 31 december 2021.

## Ligging
Het dorp ligt ten noorden van de Põhimaantee 9, de hoofdweg van Ääsmäe via Haapsalu naar Rohuküla. Iets ten noorden van de weg stroomt de rivier Taebla door het dorp.

## Geschiedenis
Het dorp is vernoemd naar de katholieke priester Hennecke Witterock, die hier in het begin van de 15e eeuw woonde. Zowel de Duitse naam Widdruck als de Estische naam Vidruka zijn van zijn naam afgeleid. (Volgens het Dictionary of Estonian Place names is het overigens net omgekeerd en had de priester de naam Witterock te danken aan het dorp.) In 1414 verkocht hij zijn grond en ontstond een landgoed Pallifer. De belangrijkste plaats die uit het landgoed voortkwam was Palivere. Widdruck was een Hoflage, en niet-zelfstandig landgoed, onder Pallifer. In 1765 werd Widdruck een zelfstandig landgoed met een eigen molen en een herberg. In 1878 kwam het in handen van de familie von Ungern-Sternberg, die ook het landgoed Tackfer (Tagavere) in bezit had. De laatste eigenaar voor de onteigening door het onafhankelijk geworden Estland in 1919 was Klaus graaf von Ungern-Sternberg.
Op het landgoed Widdruck lag ook een dorp, dat in 1591 genoemd werd als Wätterock en in 1598 als Wettrokz by (by is Zweeds voor ‘dorp’; sinds 1561 viel de regio onder Zweeds Estland). In de jaren twintig van de twintigste eeuw ontstond ook een nederzetting in de omgeving van het landhuis; in de jaren veertig groeiden het dorp en de nederzetting aan elkaar. In 1977 werden de buurdorpen Hardu en Veski en een deel van het buurdorp Kõnnu bij Vidruka gevoegd.
Zowel het vroegere landhuis van het landgoed Palivere als dat van het landgoed Vidruka ligt op het grondgebied van Vidruka. Het landhuis van Palivere is gebouwd in 1845. Oorspronkelijk had alleen het middendeel een verdieping; na 1919 werd in het landhuis een weeshuis gevestigd en kregen de beide vleugels ook een verdieping. In 1960 werd het gebouw een kostschool. Tussen 1994 en 2012 werd het gebouw gebruikt als activiteitencentrum; sinds 2012 staat het leeg. Het landhuis van Vidruka is een eenvoudig stenen gebouw, dat uit de 19e eeuw dateert, maar ingrijpend verbouwd is.